# El Pital
Der El Pital (oft auch Cerro El Pital) ist mit 2730 m der höchste Punkt von El Salvador. Er befindet sich an der Grenze zu Honduras und ist der einzige Ort in El Salvador, an dem ganzjährig Schnee fallen kann.
Der Berg ist eines der größten Touristenzentren El Salvadors mit vielen vom Aussterben bedrohten Pflanzen und Tieren. Die Hauptattraktion des Ortes ist der Campingbereich.  Im Nebelwald von Los Esesmiles leben unter anderem der Quetzal und viele weitere vom Aussterben bedrohte Tiere.
In den Monaten von November bis Februar liegt die Temperatur zwischen 10 und −6 °C  und in den anderen Monaten liegt die Temperatur zwischen 20 und 5 °C. Der Berg ist der kälteste Ort in El Salvador. Im Januar 1956 wurde mit −16,9 °C die niedrigste Temperatur seit Beginn der Wetteraufzeichnungen in El Salvador registriert.